# Megalorhipida prolai
Megalorhipida prolai là một loài bướm đêm thuộc họ Pterophoridae. Nó được tìm thấy ở Comoros và Madagascar.